# خاویر رودریگز نبردا
خاویر رودریگز نبردا (انگلیسی: Javier Rodríguez Nebreda؛ زادهٔ ۲۶ مارس ۱۹۷۴) یک بازیکن فوتسال اهل اسپانیا است.